# Volleyball Hall of Fame
La Volleybal Hall of Fame è una Hall of Fame internazionale di pallavolo con sede a Holyoke, negli Stati Uniti.
Essa nacque nel 1985 con l'intento di premiare tutti coloro che hanno dato un contributo speciale o hanno avuto un merito particolare nella pratica e nella diffusione di detta disciplina.
In tale Hall of Fame possono essere ammessi giocatori, allenatori, dirigenti, ufficiali di gara, istituzioni, ecc.
L'ammissione avviene a cadenza annuale.
Il luogo dove si trova la Hall of Fame, Holyoke, nello Stato del Massachusetts, è dove la pallavolo nacque nel 1895.

## Storia
L'idea di far nascere una Hall of Fame sorse nel 1971, quando la Camera di Commercio di Holyoke creò un comitato per promuovere la città come luogo di nascita di questo sport.
In risposta, la federazione pallavolistica statunitense designò la biblioteca pubblica di Holyoke come deposito ufficiale dei cimeli della pallavolo.
I piani per un sito fisico non sono cominciati ad andare avanti fino al 1985, quando l'inventore della pallavolo, William G. Morgan, è stato introdotto nella Hall of fame come primo membro. L'anno seguente, 1600 metri di spazio espositivo è stato accantonato in una costruzione locale. La sala fu aperta ufficialmente al pubblico il 6 giugno 1987.
Nel 1995 ci fu la celebrazione del centenario di questo sport e una forte accelerazione nell'interesse della progettazione di una nuova sala. Sono stati progettati e sviluppati dei piani per un complesso museale indipendente, che ha aperto nell'autunno del 1997.
Attualmente è ancora in corso una raccolta di fondi per costruire una sede permanente per la Hall of Fame.

## Premi assegnati
Oltre ad introdurre atleti e/o personalità legate alla pallavolo nella Hall of Fame, la Volleyball Hall of Fame assegna anche determinati premi:
- Court of Honor;
- William G. Morgan Award;
- Mintonette Medallion of Merit: la "Mintonette Medallion of Merit" è un premio assegnato a un individuo che ha stabilito un record unico e significativo o ha compiuto uno o più successi significativi nella pallavolo.

## Anno di introduzione

### 1985
- William G. Morgan - Inventore della pallavolo moderna/Dirigente

### 1986
- Harold T. Friermood - Dirigente

### 1988
- Leonard Gibson - Dirigente
- Flo Hyman - Giocatrice
- Eugene Selznick - Giocatore
- Jane Ward - Giocatrice
- Harry Wilson - Dirigente
- Court of Honor: Nazionale Olimpica di pallavolo femminile degli Stati Uniti d'America del 1980
Nazionale Olimpica di pallavolo maschile degli Stati Uniti d'America del 1984

### 1989
- Douglas Beal - Allenatore
- Glen Davies - Dirigente
- Kathy Gregory - Giocatrice
- Michael O'Hara - Giocatore/Giocatore di Beach Volley
- Court of Honor: Young Men's Christian Association

### 1990
- Col. Edward DeGroot - Allenatore
- Alton Fish - Ufficiale di gara
- Mary Jo Peppler - Giocatrice
- Court of Honor: Federazione pallavolistica degli Stati Uniti d'America

### 1991
- George J. Fisher - Ufficiale di gara
- Thomas Haine - Giocatore
- Rolf Engen - Giocatore
- Catalino Ignacio - Ufficiale di gara

### 1992
- James Coleman - Allenatore
- Merton H. Kennedy - Dirigente
- Jon Stanley - Giocatore
- Ron Von Hagen - Giocatore di beach volley

### 1993
- Mike Bright - Giocatore
- Al Scates - Allenatore
- Court of Honor: Fédération Internationale de Volleyball

### 1994
- Patty Dowdell - Giocatrice
- Marv Dunphy - Allenatore
- John Koch - Arbitro/Dirigente
- Larry Rundle - Giocatore/Giocatore di Beach Volley
- Court of Honor: American Volleyball Coaches Association
- William G. Morgan Award: Asics

### 1995
- Debbie Green - Giocatrice
- Robert L. Lindsay - Dirigente
- C.L. "Bobb" Miller - Dirigente
- Arie Selinger - Allenatore
- Court of Honor: Special Olympics
- William G. Morgan Award: Spalding

### 1996
- Patricia Bright - Giocatrice
- Donald Shondell - Allenatore
- Court of Honor: Springfield College
- Mintonette Medallion of Merit: Sally Kus

### 1997
- Andy Banachowski - Allenatore
- Albert Monaco Jr. - Dirigente
- Pedro "Pete" Velasco - Giocatore
- Court of Honor: United States Armed Forces
- Mintonette Medallion of Merit: Richard Caplan

### 1998
- William Baird - Dirigente
- Craig Buck - Giocatore
- Dusty Dvorak - Giocatore
- Yasutaka Matsudaira - Allenatore
- Steve Timmons - Giocatore
- Paula Weishoff - Giocatrice

### 1999
- Wilbur H. Peck - Dirigente
- James G. Wortham - Giocatore
- Court of Honor: Nazionale Olimpica di pallavolo maschile degli Stati Uniti d'America del 1988
- William G. Morgan Award: Volleyball Festival, Inc.
- Mintonette Medallion of Merit: Corporators of the Volleyball Hall of Fame

### 2000
- Hirofumi Daimatsu - Allenatore
- Inna Ryskal - Giocatrice
- Takako Shirai - Giocatrice
- Jurij Česnokov - Giocatore
- Harold Wendt - Giocatore

### 2001
- Karch Kiraly - Giocatore
- Regla Torres - Giocatrice
- Jean Gaertner - Giocatrice
- Mintonette Medallion of Merit: Karen Keirstead

### 2002
- Lang Ping - Giocatrice
- Tomasz Wójtowicz - Giocatore
- Vjačeslav Platonov - Allenatore
- Court of Honor : Nazionale di pallavolo maschile dell'Italia 1990-1998
- William G. Morgan Award: Volleyball Magazine
- Mintonette Medallion of Merit: Kirk Kilgour

### 2003
- Givi Achvlediani - Allenatore
- Jungo Morita - Giocatore
- Sinjin Smith - Giocatore di beach volley
- Julio Velasco - Allenatore
- William G. Morgan Award: Peoples Bank
- Mintonette Medallion of Merit: Alex Stetynski

### 2004
- Karolyn Kirby - Giocatrice di beach volley
- Mireya Luis - Giocatrice
- Josef Musil - Giocatore
- Seiji Oko - Giocatore
- William G. Morgan Award: Holyoke Gas & Electric

### 2005
- Bernard Rajzman - Giocatore
- Eugenio George - Allenatore
- Stanislaw Gosciniak - Giocatore
- Cecilia Tait - Giocatrice
- Konstantin Reva - Giocatore
- Ron Lang - Giocatore/Giocatore di Beach Volley
- William G. Morgan Award: Holyoke Medical Center

### 2006
- Bernie Holtzman - Giocatore di beach volley
- Endre Holvay - Dirigente/Ufficiale di gara
- Jackie Silva - Giocatrice di beach volley
- Edward Skorek - Giocatore
- Nina Nikitina - Giocatrice
- Shigeo Yamada - Allenatore
- Court of Honor: The Japan Volleyball Association (JVA)

### 2007
- Robert Ctvrtlik - Giocatore
- Andrea Gardini - Giocatore
- Carlos Nuzman - Dirigente
- Kerri Pottharst - Giocatrice di beach volley
- Yuan Weimin - Allenatore
- Dimităr Zlatanov - Giocatore
- William G. Morgan Award: The Dowd Group
- Mintonette Medallion of Merit: William "Ron" Collamore

### 2008
- Sinan Erdem - Dirigente
- Andrea Giani - Giocatore
- Masae Kasai Nakamura - Giocatrice
- Jurij Pojarkov - Giocatore
- Vladimir Savvin - Dirigente
- Randy Stoklos - Giocatore di beach volley
- Court of Honor: la città di Holyoke

### 2009
- Ana Moser - Giocatrice
- Nikolaj Karpol' - Allenatore
- Holly McPeak - Giocatrice di beach volley
- Paul Libaud - Amministratore
- Ivan Bugajenkov - Giocatore
- Siegfried Schneider - Giocatore
- Mintonette Medallion of Merit: Francis G. Hamel

### 2010
- Shelda Bede e Adriana Behar - Giocatrici di beach volley
- Gabriella Kotsis - Allenatrice
- Gabriela Pérez del Solar - Giocatrice
- Aleksandr Savin - Giocatore
- Hubert Wagner - Allenatore
- William G. Morgan Award: Mountain View Landscapes and Lawncare, Inc. - Stephen Corrigan
- Mintonette Medallion of Merit: Richard Lajoie

### 2011
- Lorenzo Bernardi - Giocatore
- Magalys Carvajal - Giocatrice
- Hugo Conte - Giocatore
- Rita Crockett - Giocatrice
- Vladimir Grbić - Giocatore
- Dr. Frantisek Stibitz - Dirigente
- William G. Morgan Award: Meyers Brothers Kalicka, P.C. - Howard Cheney
- Mintonette Medallion of Merit: John O'Donnell

### 2012
- Peter Blangé - Giocatore
- Ljudmila Meščerjakova - Giocatrice
- Mike Dodd - Giocatore di beach volley
- Maurício de Lima - Giocatore
- Georgy Mondzolevskiy - Giocatore
- Jeff Stork - Giocatore
- Court of Honor : Nazionale di pallavolo femminile di Cuba 1991-2000
- William G. Morgan Award: California Beach Volleyball Association
- Mintonette Medallion of Merit: Patricia Demers

### 2013
- Natalie Cook - Giocatrice di beach volley
- Caren Kemner - Giocatrice
- Vjačeslav Zajcev - Giocatore
- Court of Honor: Le 14 federazioni fondatrici della FIVB
- William G. Morgan Award: Dinn Brothers Trophy & Awards
- Mintonette Medallion of Merit: Joel Dearing

### 2014
- Joop Alberda - Allenatore
- Nalbert Bitencourt - Giocatore
- Tara Cross - Giocatrice
- Miloslav Ejem - Dirigente
- Sandra Pires - Giocatrice di beach volley
- Roza Salikhova - Giocatrice
- William G. Morgan Award: Mizuno
- Mintonette Medallion of Merit: Rob Slavin

### 2015
- Lloy Ball - Giocatore
- Bebeto - Allenatore
- Fofão - Giocatrice
- Renan Dal Zotto - Giocatore

### 2016
- Nikola Grbić - Giocatore
- Misty May-Treanor - Giocatrice di beach volley
- Man-Bok Park - Allenatore
- Emanuel Rego - Giocatore di beach volley
- Danielle Scott - Giocatrice

### 2017
- Irina Kirillova - Giocatrice
- Anders Kristiansson - Allenatore
- José Loiola - Giocatore di beach volley
- Jizhong Wei - Dirigente
- Ron Zwerver - Giocatore

### 2018
- Giba - Giocatore
- Evgenija Artamonova - Giocatrice
- Hugh McCutcheon - Allenatore
- Hiroshi Toyoda - Dirigente
- Bas van de Goor - Giocatore

### 2019
- Mirka Francia - Giocatrice
- Boris Gjuderov - Giocatore
- José Marco de Melo - Giocatore di beach volley
- Valentina Ogienko - Giocatrice
- Vasil Simov - Allenatore
- Josef Tesař - Giocatore

### 2021
- Taismary Agüero - Giocatrice
- Giovane Gávio - Giocatore
- Andre Meyer - Dirigente
- Todd Rogers - Giocatore di beach volley
- Ricardo Santos - Giocatore di beach volley
- Sérgio dos Santos - Giocatore
- Clayton Stanley - Giocatore
- Sergej Tetjuchin - Giocatore
- Logan Tom - Giocatrice

### 2022
- Peter Murphy - Dirigente
- Samuele Papi - Giocatore
- Pieter Joon - Pallavolo paralimpica
- Fernanda Venturini - Giocatrice
- Bernardo de Rezende - Allenatore
- Kerri Walsh - Giocatrice di beach volley